# فاليري هولمز
فاليري هولمز (بالإنجليزية: Valerie Holmes)‏ هي عارضة بريطانية، ولدت في 1 نوفمبر 1946 في لندن في المملكة المتحدة.